# 朝岡勝
朝岡 勝（あさおか まさる、1968年 - ）は、日本の牧師、元・東京キリスト教学園理事長・学園長。

## 人物・来歴
茨城県生まれ。東京基督教短期大学、神戸改革派神学校卒業。日本同盟基督教団市原平安教会牧師。2020年、日本同盟基督教団理事長に就任。2021年、東京キリスト教学園理事長・学園長に就任（2024年辞任）。

## 著書
- 『「バルメン宣言」を読む 告白に生きる信仰』 (21世紀ブックレット) いのちのことば社, 2011.1
- 『〈あの日〉以後を生きる 走りつつ、悩みつつ、祈りつつ』 (3.11ブックレット) いのちのことば社, 2014.3
- 『ニカイア信条を読む 信じ、告白し、待ち望む』いのちのことば社, 2016.8
- 『ハイデルベルク信仰問答を読む キリストのものとされて生きる』いのちのことば社, 2017.11
- 『剣を鋤に、槍を鎌に キリスト者として憲法を考える』 (カイロスブックス) いのちのことば社, 2018.10
- 『教会に生きる喜び 牧師と信徒のための教会論入門』教文館, 2018.12
- 『喜びの知らせ 説教による教理入門』いのちのことば社, 2020.4
- 『光を仰いで クリスマスを待ち望む25のメッセージ』いのちのことば社, 2021.12

### 共編著
- 『礼拝における讃美』 (21世紀ブックレット）福音讃美歌協会編,遠藤勝信, 高橋秀典,蔦田直毅, 堀井栄治,中山信児共著. いのちのことば社, 2009.6
- 『東日本大震災から問われる日本の教会 災害・棄民・原発』 (21世紀ブックレット）渡辺信夫, 内藤新吾, 金谷政勇,佐藤信行共著, 信州夏期宣教講座 編. いのちのことば社, 2013.8
- 『「日の丸・君が代」問題を考えるシンポジウム 教会は「日の丸・君が代」強制の問題といかに向き合うべきか』佐藤美和子,梁陽日, 教師A, 弓矢健児共著. 日本キリスト改革派教会宣教と社会問題に関する委員会, 2013.9
- 『福島で生きていく』 (3.11ブックレット) 木田惠嗣共著. いのちのことば社, 2014.12
- 『この国はどこへ行くのか!? 教育・政治・神学の視点から』(21世紀ブックレット）岡田明,比企敦子, 渡辺祐子共著. いのちのことば社, 2014.2
- 『クリスチャンとして「憲法」を考える』 (21世紀ブックレット）片岡輝美,内藤新吾, 崔善愛,岡田明, 饒平名長秀,坪井節子共著, クリスチャン新聞編. いのちのことば社, 2014.2
- 『被災地と心のケア 「仕える教会」を目指して』 (FCCブックレット) 東京基督教大学国際宣教センター編, 藤掛明共著. いのちのことば社, 2014.6
- 『キリストが主だから いま求められる告白と抵抗』 (新教コイノーニア) 山口陽一共著. 新教出版社, 2016.6
- 『聞き書き加藤常昭 説教・伝道・戦後をめぐって』平野克己編, 井ノ川勝, 平野克己, 森島豊 と聞き手. 教文館, 2018.7
- 『教えてパスターズ!!』大嶋重德共著. キリスト新聞社, 2018.7
- 『夜明けを共に待ちながら 香港への祈り』松谷曄介,森島豊共編. 教文館, 2022.6